# NGC 2768
NGC 2768 é uma galáxia elíptica (E6) localizada na direcção da constelação de Ursa Major. Possui uma declinação de +60° 02' 11" e uma ascensão recta de 9 horas, 11 minutos e 37,4 segundos.
A galáxia NGC 2768 foi descoberta em 19 de Março de 1790 por William Herschel.